# Ji Mei
Die Ji Mei war ein Ostsee-Fährschiff, das 1966 als Prinsesse Ragnhild für die norwegische Reederei Jahre Line gebaut wurde und heute als Kasinoschiff in China dient.

## Geschichte

### Prinsesse Ragnhild(1966–1980)

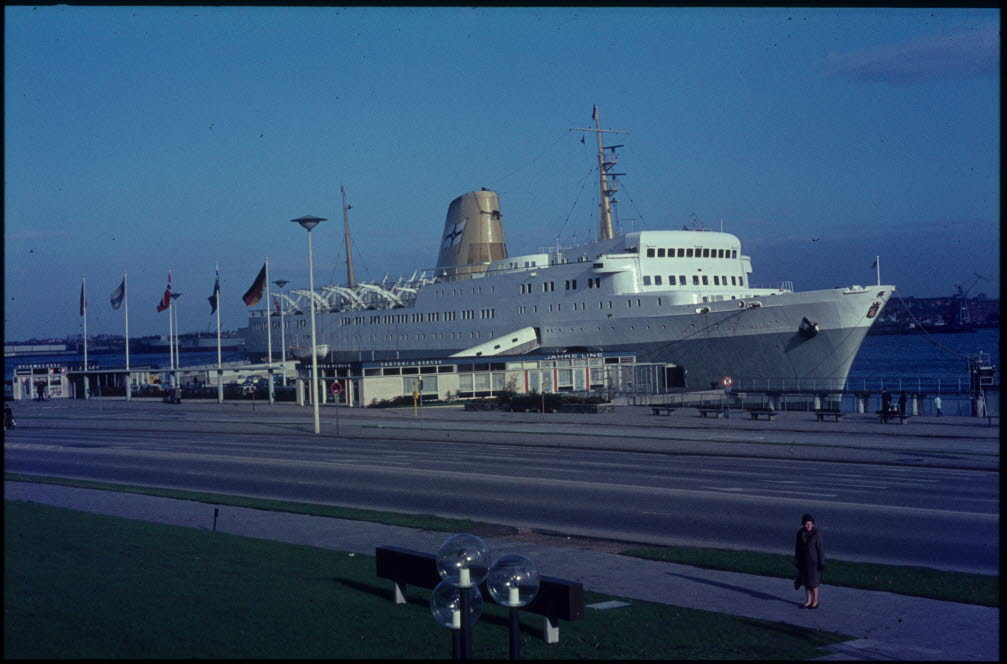
Die Prinsesse Ragnhild 1967 im Hafen von Kiel

Das Schiff wurde Ende 1964 von Anders Jahre in Sandefjord bei der Kieler Howaldtswerken in Auftrag gegeben und dort am 15. Juli 1965 auf Kiel gelegt. Nach dem Stapellauf am 18. Dezember 1965 wurde das Schiff am 28. Mai 1966 fertiggestellt und am 3. Juni 1966 an die Auftraggeber abgeliefert. Das Schiff kam unter norwegischer Flagge mit Heimathafen Sandefjord in Fahrt. Nach der Überführungsfahrt wurde der Neubau mit einer zweiwöchigen Nordkappkreuzfahrt im Juni 1966 in Dienst gestellt und später im Linienfährdienst zwischen Oslo und Kiel eingesetzt. In der Nebensaison wurden in den folgenden Jahren zusätzlich weitere Kreuzfahrten ins Mittelmeer und zum Nordkap angeboten.

### Janina(1980–1981)
Noch vor der Übernahme des gleichnamigen Nachfolgeschiffes folgte 1980 die Umbenennung in Janina und eine Verwendung als Wohnschiff in Norwegen.

### Ametista(1981)
Im Jahr darauf erwarb die Amatista Shipping Corporation in Monrovia das Schiff und setzte es vorübergehend als Wohnschiff Ametista für Ölgesellschaften in Mexiko ein. Das Schiff kam unter liberianischer Flagge mit Heimathafen Monrovia in Fahrt.

### Jing Jang(1981–1983)

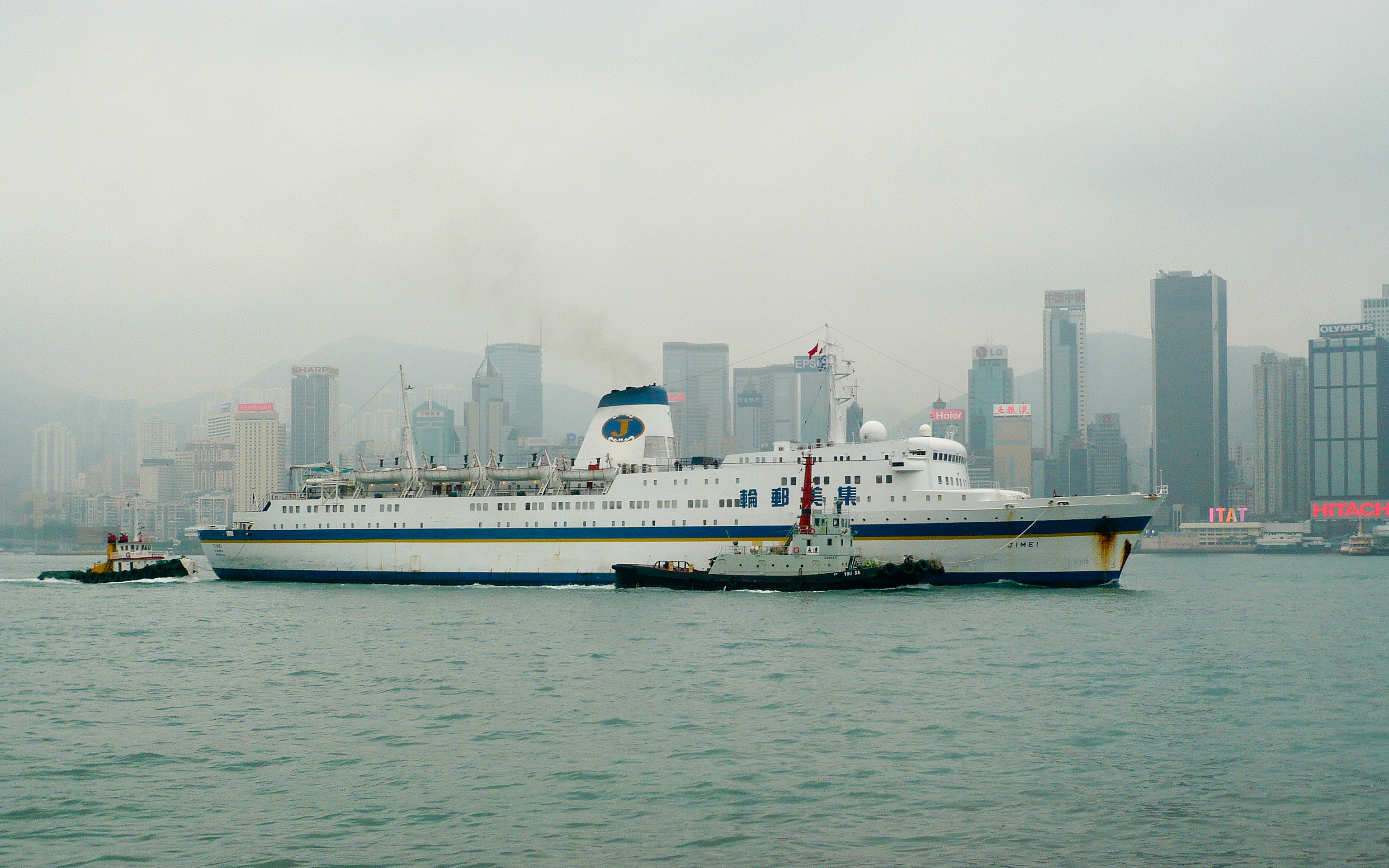
Als Kasinoschiff Ji Mei in Hongkong

Im Jahr 1981 übernahm die Reederei COSCO in Xiamen die Ametista und benannte sie in Jin Jang um. Das Schiff kam unter chinesischer Flagge mit Heimathafen Xiamen in Fahrt. Unter der Bereederung der Xiamen Shipping Company in Xiamen bediente das Schiff in den folgenden Jahren die Route zwischen Xiamen und Hongkong.

### Ji Mei(1983–2019)
Das Schiff bediente in den folgenden Jahren die Route zwischen Xiamen und Hongkong, wobei 1983 eine Umbenennung in Ji Mei erfolgte. Seit 1998 werden mit der Ji Mei Kasinokreuzfahrten von Hongkong aus angeboten. 1999 wurde das Schiff auf die Lutonh Xiamen Shipping Company in Xiamen und im Jahr 2000 auf die Gesellschaft Sky-High Fortune Maritime übertragen, die es unter panamaischer Flagge weiterbetrieb.

### Untergang
Die ehemalige Prinsesse Ragnhild sank am 10. April 2022 im Schlepp zu den Abwrackwerften bei Alang.